# Голинь (ґміна)
Ґміна Голинь — сільська гміна в Калуському повіті Станиславівського воєводства Другої Речі Посполитої та у Крайсгауптманшафті Калуш (1941—1943) і Крайсгауптманшафті Станіслав (1943—1944) Дистрикту Галичина Третього Райху. Адміністративним центром гміни було село Голинь.
Об’єднану сільську Голиньську ґміну (рівнозначну волості) було утворено 1 серпня 1934 р. у межах адміністративної реформи в ІІ Речі Посполитій із суміжних тогочасних сільських ґмін (самоврядних громад): Голинь, Долге Калускє (Довге-Калуське), Кадобна, Кропівнік, Пуйло (Пійло), Сівка-Калуска, Тужилув (Тужилів), Уґарсталь.
Площа ґміни — 101,36 км².
Кількість житлових будинків — 2247.
Кількість мешканців — 11704..
Національний склад населення ґміни Голинь на 1 січня 1939 року:
| село           | населення | українці-грекокатолики | українці-латинники | євреї  | німці  | поляки | польські колоністи |
| -------------- | --------- | ---------------------- | ------------------ | ------ | ------ | ------ | ------------------ |
| Голинь         | 3170      | 2610                   | 130                | 130    |        | 300    |                    |
| Довге Калуське | 960       | 950                    |                    | 10     |        |        |                    |
| Кадобна        | 1630      | 1615                   |                    | 5      |        | 10     |                    |
| Кропивник      | 2270      | 2180                   |                    | 20     |        | 70     |                    |
| Пійло          | 1620      | 1570                   | 30                 | 10     |        | 10     |                    |
| Сівка Калуська | 1120      | 1095                   |                    | 20     |        | 5      |                    |
| Тужилів        | 1440      | 1380                   | 50                 | 10     |        |        |                    |
| Уґарсталь      | 530       | 90                     |                    | 10     | 340    | 40     | 50                 |
| Загалом        | 12740     | 11490                  | 210                | 215    | 340    | 435    | 50                 |
| Відсотки       | 100 %     | 90,19 %                | 1,65 %             | 1,69 % | 2,67 % | 3,41 % | 0,39 %             |

17 січня 1940 р. ґміна була ліквідована, а територія увійшла до новоствореного Калуського району.
Гміна (волость) була відновлена на час німецької окупації з липня 1941 до липня 1944 року.
На 1 березня 1943 року населення ґміни становило 11 299 осіб..